# Спас Златые Власы
«Спас Златые Власы» — икона, созданная не позднее первой четверти XIII века (в ряде датировок — около 1200 года; в каталоге 2024 года - конец XII — начало XIII в., Северо-Восточная Русь (?)) с оплечным изображением Иисуса Христа в иконографии «Христос Халки».
Икона находится в Успенском соборе Московского Кремля. Является музейным экспонатом Музеев Московского Кремля (Инв. 5136 соб/ж-146).

## История
Происхождение иконы однозначно не установлено. Различные авторы относят её к новгородской, ростово-суздальской, ярославской школам иконописи. По мнению академика В. Н. Лазарева, она является подражанием провинциальным византийским образцам и тяготеет к памятникам ярославского круга. Современные исследователи "отмечают сочетание византийских и западноевропейских черт, что в целом отражает интернациональную природу искусства конца XII — начала XIII века".
Когда и откуда икона попала в московский Успенский собор, неизвестно. В соборных описях по названию она упоминается только с начала XVIII века, в более ранних документах её невозможно идентифицировать из числа других «осмилистовых икон». Лазарев предполагает, что она могла быть привезена Иваном Грозным. По предположению Т.В. Толстой, икона могла быть привезена из Владимира в 1518 году, при великом князе Василии III и митрополите Варлааме, вместе с другими древними образами.
Наименование «Спас Златые Власы» не имеет отношения к какой-либо иконографической традиции и появилось, скорее всего, в XIX веке в связи с художественными особенностями.
Икона имеет плохую сохранность: многочисленные утраты и потёртости фона, лица Иисуса. Имеются вставки нового левкаса.

## Иконография
Иисус Христос представлен на иконе оплечно и без нимба, причём его плечи практически полностью срезаны полями. За головой Иисуса изображён крест зелёного цвета. Он, как одежды и фон, украшен золотыми медальонами-дробницами. Волосы Иисуса выписаны золотым ассистом (от этого икона и получила своё название). Голова Христа имеет небольшой поворот, взгляд направлен вверх и в сторону. Выражение лица отличается скорбью, а золото фона и волос создают ощущение излучения Христом божественного света.
А.И. Яковлева отметила, что замысел и содержание иконы раскрывается в надписях в медальонах на фоне и на полях. Христос здесь одновременно представлен как страстотерпец и как триумфатор, победитель смерти — Царь Славы. Обилие золота на иконе обозначает "сияние Его славы по Воскресении, Божественный свет, который предварял творение и воссияет для праведных в Царстве будущего века. Изображение креста позади головы Спасителя, а также отсутствие нимба соотносят икону с древней несохранившейся святыней Константинополя — образом Христа Халки (Халкитиса), находившегося на воротах императорского дворца и утраченного во время иконоборческих гонений".
На полях иконы были помещены надписи, часть из которых сохранилась:
- на левом поле — «[МИР] ВАМ»; далее неразборчиво: …"В"…"ИАН"…"ТВО"…;
- на верхнем и правом полях — цитата из Евангелия от Иоанна (8:12): «[АЗЪ ЕСМЬ СВЕТ МИРУ: ХОДЯЙ ПО МНЕ НЕ ИМАТЬ ХОД] ИТИ ВО ТМЕ Н [О И] МАТЕ [СВЕТ ЖИВОТНЫЙ]  (Я свет миру; кто последует за Мною, тот не будет ходить во тьме, но будет иметь свет жизни);
- на нижнем поле надпись не читается.